# ミレービスケット

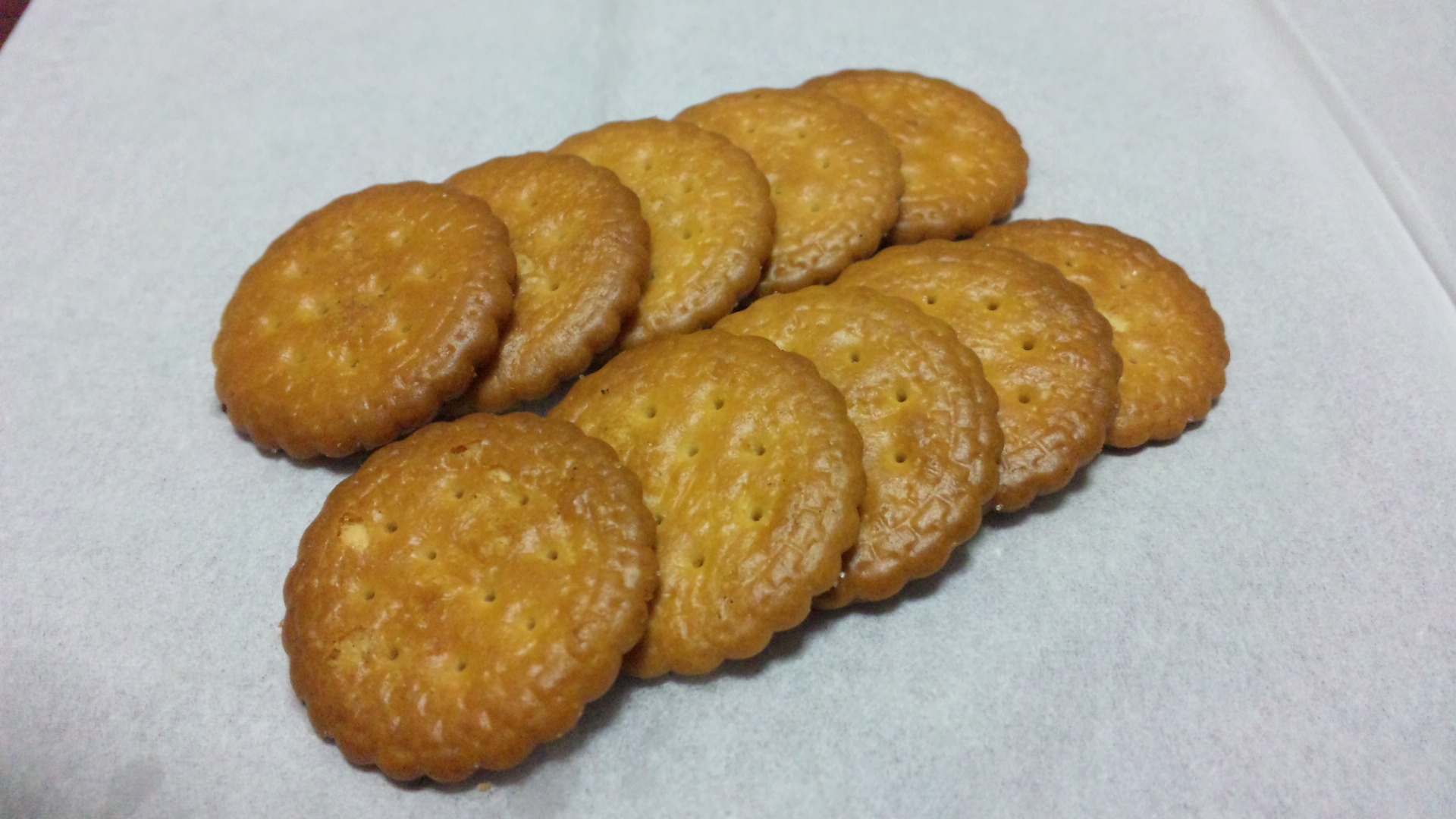
ワタヨシ製菓発売の「ミレーフライ」

ミレービスケットは、東海地方および高知県で製造・加工されている菓子の名称である。
十円玉程度の大きさのビスケットを、油で揚げたもの。三ツ矢製菓（名古屋市）が製造したビスケット生地を、複数の販売会社でそれぞれ加工・販売している。ミレーフライの名称で販売している会社もある。

## 沿革と生産状況
「ミレービスケット」はもともと明治製菓（現：明治）が開発し、製造・販売を行っていた菓子である。しかしその売れ行きは思わしくなく、各地の業者が二次加工と販売を請け負うようになった。その後、1967年（昭和42年）に、名古屋の三ツ矢製菓がビスケット生地の製造業務を明治製菓から引き継いだ。なお、ビスケット生地の「ミレー」の商標権は明治が所有しており（登録商標第2643288号）、三ツ矢製菓がライセンス料を支払っている。
三ツ矢製菓で生産されたビスケット生地（素焼きのミレー）が全国の販売会社へ送られ、それぞれの販売会社が加工（油で揚げるなどの工程）を行っている。このため風味は各社それぞれである。販売会社は、2018年の「レタスクラブニュース」記事によれば以下の6社。
- 平野製菓（愛知県）
- 渡由製菓（愛知県） - 「ワタヨシ製菓」とも表記される。「ミレーフライ」の名称を用いる。
- 伊藤製菓（愛知県）
- 菊花堂（岐阜県）
- 東海農産（静岡県）
- 野村煎豆加工店（高知県）

6社中5社までが東海地方の会社であるが（平成初期には販売会社が東海地方に7社あったという）、高知県の野村煎豆加工店の販売量が格段に多い。東海地方では「ミレーフライ」の名称で販売している会社もある。
なお、ビスケット生地を生産している三ツ矢製菓は、ほぼ同様の材料でスティックタイプのビスケット「ビスくん」を1970年（昭和45年）より製造・販売しており、こちらも名古屋の定番菓子とされている。

## 高知県の「ミレービスケット」

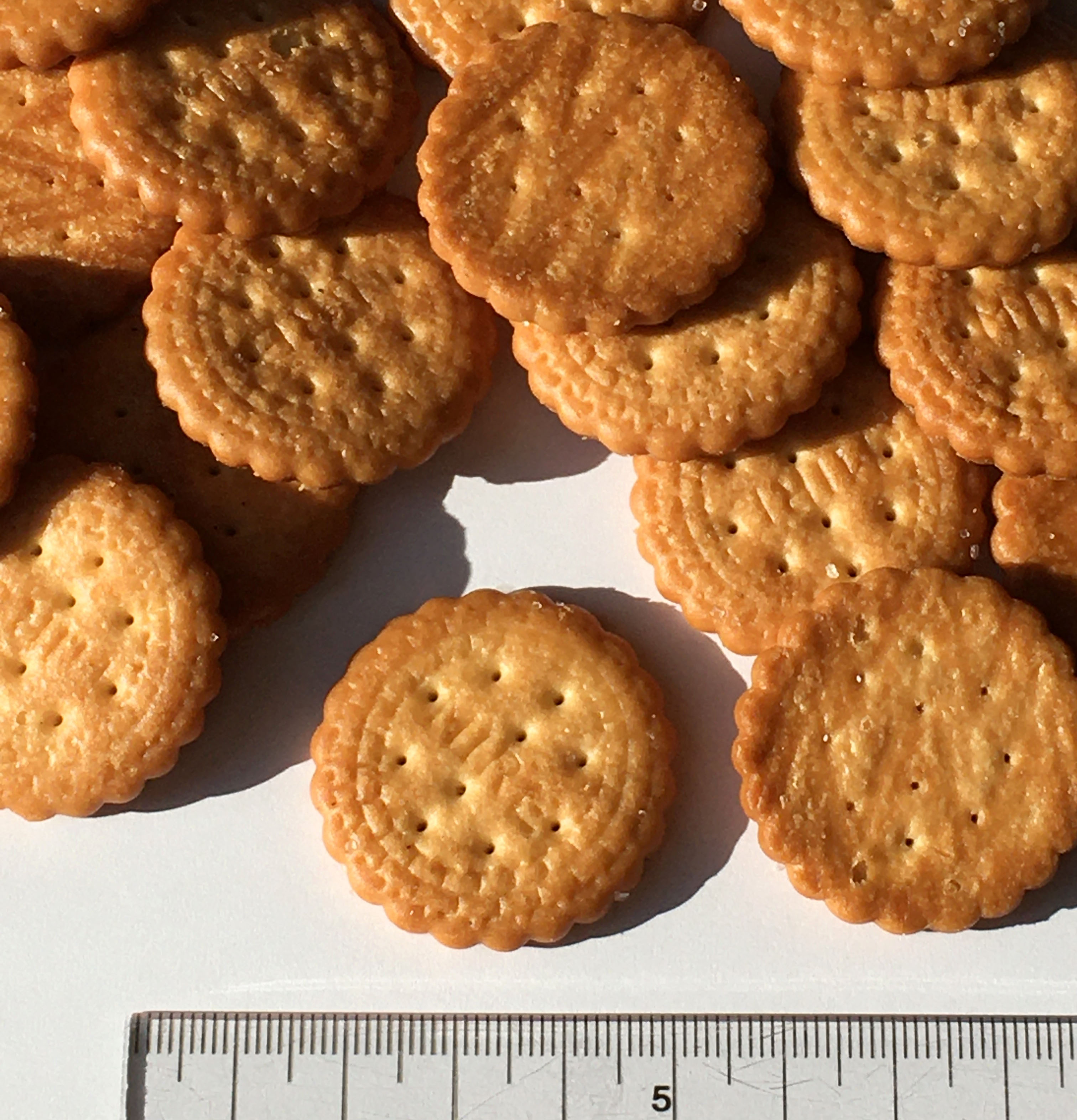
野村煎豆加工店のミレービスケット

高知県では野村煎豆加工店（高知市）が「ミレービスケット」の名で加工・販売をおこなっている。高知県香美市出身の漫画家、やなせたかしがイラストを手掛けた「ミレーちゃん」という名前のキャラクターを起用している。
野村煎豆加工店がミレービスケットの加工・販売をはじめたのは1955年（昭和30年）ごろである。当初は明治製菓から加工と販売を請け負い、明治製菓からビスケットを仕入れていた。社名の通りもともと豆菓子加工を行う会社であり、豆を揚げるのと同じ鍋でビスケットも揚げていることから、風味が特徴的であるとされる。
県内ではスーパーやコンビニでもたいてい販売されているなど、県民に広く普及し親しまれており、「高知県を代表する菓子」、「高知県民のソウルフード」などと評されることもある。土産品としての広がりに加え、2010年代より県外への売り込みも図るようになり、テレビ番組での紹介、ご当地グルメブームなどから全国に知られるようになった。
また、さまざまな味付けのものや、ノンフライタイプ、大容量タイプなどの商品展開が活発に行われており、県内企業とのコラボレーションも行われている（ミレーサンド、ミレービスケットアイスなど）。首都圏でも高知県のアンテナショップなどで手に入れることができる。

## 備考
- 「ミレー」という名称の理由は不明[3]。ビスケット生地には「MIRE」と刻印されている[3]。